# Carcelia inusta
Carcelia inusta là một loài ruồi trong họ Tachinidae.